# Pedrógão (Torres Novas)
Pedrógão es una freguesia portuguesa del concelho de Torres Novas, con 39,38 km² de superficie y 2.095 habitantes (2001). Su densidad de población es de 53,2 hab/km².